# Rannar Vassiljev
Rannar Vassiljev (ur. 8 listopada 1981 w Rakvere) – estoński polityk i samorządowiec, poseł XII kadencji, w 2015 minister zdrowia i pracy.

## Życiorys
Ukończył w 2004 nauki polityczne na Uniwersytecie w Tartu. W 2001 dołączył do Partii Socjaldemokratycznej. Od 2005 do 2009 pracował w urzędzie miejskim w Rakvere, następnie przez rok był burmistrzem tej miejscowości. W wyborach w 2011 uzyskał mandat posła do Zgromadzenia Państwowego XII kadencji, który wykonywał do 2015.
W tym samym roku został nominowany na stanowisko ministra zdrowia i pracy w drugim rządzie Taaviego Rõivasa, rozpoczynając urzędowanie 9 kwietnia tegoż roku. 14 września 2015 na urzędzie zastąpił go Jevgeni Ossinovski.